# 루나 24호
루나 24호(Luna 24)는 소련의 루나 프로그램의 무인 우주 임무 중의 하나이다. 루나 시리즈에 따른 우주선 중 마지막으로, 루나 24호 탐사선의 임무는 달에서 달 토양 샘플을 반송은 세 번째의 임무로 이전의 두번의 샘플 반송 임무는 루나 16호와 루나 20호에 의하여 이루어졌다. 탐사선은 위난의 바다(Mare Crisium)에 착륙하였다. 이 임무에서는 170.1 그램 (6.00 oz)의 달 샘플을 1976년 8월에 지구로 반송하였다.

## 임무
| 임무 명칭 | 반환된 표본 | 연도   |
| --------- | ----------- | ------ |
| 루나 16호 | 101 g       | 1970년 |
| 루나 20호 | 30 g        | 1972년 |
| 루나 24호 | 170.1 g     | 1976년 |

루나 24호는 탐사된 적이 없는 대형의 달 표면 질량 집중점(mascon, mass concentration)인 위난의 바다(Mare Crisium) 지역에서, 루나 23호 및 1975년 10월의 발사 실패 이후 샘플을 회수하려는 세 번째 시도였다. 1976년 8월 11일 탄도 보정 이후 루나 24호는 3일 후 달의 궤도에 진입했다. 초기 궤도 매개 변수는 120 °C에서의 경사에서 가로 세로가 각각 115 km 이었다. 궤도를 추가 변경 후, 루나 24호는 루나 23호가 착륙한 곳에서 멀지 않은 달 표면에, 1976년 8월 18일 UT 06:36에 북위 12°45', 동경 62°12'에 안전하게 착륙하였다. 정확한 착륙 위치(북위 12.7145°, 동경 62.2097 °)는 2012년 달 정찰 위성 궤도 탐침 궤도 카메라에 의해 결정되었다. 지상에서의 통제 명령에 따라 착륙선은 샘플 암을 배출하여 드릴 헤드를 근처의 토양에 2 미터 정도 삽입하였다. 샘플은 작은 회수 캡슐에 안전하게 보관된 후 달에서 거의 하루를 보낸 후 루나 24호는 1976년 8월 19일 5시 25분에 성공적으로 발사되었다. 순조로운 반송 여행 후, 캡슐이 지구 대기권에 진입하여 낙하산을 전개한 후, 1976년 8 월 22일 UT 17:55에 서부 시베리아의 수르구트 남동쪽 약 200 킬로미터 (120 mi) 지점에 안전하게 낙하하였다. 회수된 170.1 그램 (6.00 oz)의 토양은 연속적인 퇴적층에 놓여있는 것처럼 적층형 구조를 보여 주었다. 소련은 1976년 12월, 1 그램의 표본을 NASA의 달 표본과 교환했다. 루나 24호는 이로부터 37년 후인 2013년 12월 14일 중국의 창어 3호가 달에 착륙할 때까지 달에 연착륙한 마지막 우주선이었다.

## 회수된 샘플에서 물의 검출
1978년 2월에 베르나드스키 지구화학 및 분석화학 연구소(Vernadsky Geochemistry and Analytic Chemistry)의 M. 아크마노바, B. 데멘테브 및 M. 마르코브(M. Akhmanova, B. Dement'ev, and M. Markov)는 물의 탐지를 상당히 명백하게 주장하는 논문을 발표했다. 지구로 되돌아온 샘플에 대하여 적외선 흡수 분광학(약 3 μm의 파장) 탐침을 이용한 그들의 연구에서는 임계치보다 약 10 배 높은 검출 수준인 약 0.1 % 중량의 물을 함유하는 것을 보여 주었다.